# ریچارد مک‌گیگ
ریچارد مک‌گیگ (به انگلیسی: Richard McGeagh) (زادهٔ ۱۱ مارس ۱۹۴۴ – درگذشته ۹ سپتامبر ۲۰۲۱) شناگر اهل ایالات متحده آمریکا بود.